# Vilabella
Vilabella ist eine katalanische Gemeinde in der Provinz Tarragona im Nordosten Spaniens in der Comarca Alt Camp.